# 不流血
《不流血》（英語：Without Blood）是2024年上映的美意合拍戰爭劇情片，改编自亞歷山卓·巴利科的同名小说，由安吉丽娜·朱莉执导、编剧、监制，莎瑪·希恩、德米安·畢齊、胡安·米努金等主演。
电影于2024年9月8日在多伦多国际电影节首映，入选特别展映单元。

## 演员
- 莎瑪·希恩 饰 妮娜（Nina）
  - 安吉丽卡·皮西利（Angelica Pisilli）饰 14岁/30岁的妮娜
- 德米安·畢齊 饰 铁托（Tito）
  - 阿里尔·佩雷斯·利马（Ariel Perez Lima）饰 年轻的铁托
  - 帕特里西奥·何塞（Patricio Jose）饰 三十岁出头的铁托
- 胡安·米努金（英语：Juan Minujín） 饰 萨利纳斯（Salinas）
- 麦多克斯·奇万·朱莉-皮特（Maddox Chivan Jolie-Pitt）
- 派克斯·泰恩·朱莉-皮特（Pax Thien Jolie-Pitt）

## 制作
2022年6月，消息指安吉丽娜·朱莉将担任亞歷山卓·巴利科小说《不流血》改编电影的导演和编剧，莎瑪·希恩、德米安·畢齊、胡安·米努金担任主演，朱莉的养子麦多克斯和派克斯也会出镜。主体拍摄于2022年6月在意大利普利亚大区和巴西利卡塔大区启动。

## 发行
电影于2024年9月8日在多伦多国际电影节首映，入选特别展映单元。

## 反响
根据評論匯總网站爛番茄汇总的12篇评论文章，33%的评论家给予该作正面评价，平均打分为5.3分（满分10分）。在Metacritic上，根據7位影評人給予40分（滿分100分），這部電影獲得了「評價褒貶不一或一般」。